# 쓰쿠노역
쓰쿠노역(일본어: 津久野駅, つくのえき 쓰쿠노에키[*])은 일본 오사카부 사카이시 니시구에 위치한 서일본 여객철도의 역이다.

## 역 구조
상대식 승강장으로 2면 2선의 지상역이다. 다른 역과는 달리 일본국유철도 시대에 신설된 역이기 때문에 구조나 양식이 한와 선의 다른 역들과는 상이하다. 2009년 3월 대합실과 상하 승강장 간에 에스컬레이터가 설치되었다. 이코카 및 제휴 교통카드의 사용이 가능하다.

### 승강장
| 1 | ■ 한와 선 | 오토리 · 간사이 공항 · 와카야마 방면 |
| 2 | ■ 한와 선 | 덴노지 · 오사카 방면                 |

## 역사
원래 이 지역은 쓰쿠오 또는 쓰쿠노, 쓰쿠노오(踞尾) 등으로 불리고 있었지만 무카이가오카 단지 건설에 따라 이 역이 신설될 당시 잘 쓰지 않는 문자가 포함된 역명을 사용하는 것에 대해 일본국유철도가 난색을 표명하여 지방 자치 단체와의 협의를 통해 한자를 津久野로 고치기로 결정하여 지금의 쓰쿠노 지명이 현재와 같은 한자로 쓰이고 있다.
- 1960년 9월 1일: 일본국유철도 한와 선 우에노시바역 ~ 오토리역 간에 신설되었다.
- 1987년 4월 1일: 민영화에 따라 서일본 여객철도의 소속이 되었다.
- 2003년 11월 1일: 이코카의 사용이 개시되었다.

## 인접정차역
| 서일본 여객철도 한와 선 | 서일본 여객철도 한와 선 | 서일본 여객철도 한와 선 |
| ----------------------- | ----------------------- | ----------------------- |
| 우에노시바 덴노지 방면  | ■ 한와 선 보통          | 오토리 와카야마 방면    |